# Platyzosteria rugosa
Platyzosteria rugosa är en kackerlacksart som beskrevs av Shaw 1925. Platyzosteria rugosa ingår i släktet Platyzosteria och familjen storkackerlackor. Inga underarter finns listade i Catalogue of Life.